# Hermann Harrassowitz (Kirchenmusiker)
Hermann Harrassowitz (* 15. September 1930 in Gießen; † 28. Mai 2022 in Altdorf bei Nürnberg) war ein deutscher Kirchenmusiker.

## Werdegang
Harrassowitz studierte Kirchenmusik an der staatlichen Musikhochschule in Frankfurt, unter anderem bei Helmut Walcha. 1955 legte er das A-Examen ab. Im Anschluss vertiefte er in Frankfurt und Marburg seine Kenntnisse auf der Oboe, in Schulmusik und in Altphilologie. Ab 1957 war er Stipendiat des Kulturkreises im Bundesverband der deutschen Industrie, 1959/60 gehörte er als Oboist zur Bundesauswahl der Konzerte junger Künstler.
Von 1962 bis 1995 war er Kirchenmusiker an der Pfarrkirche St. Lorenz in Nürnberg, ab 1968 Kirchenmusikdirektor. Als Organist entstanden mehrere Aufnahmen für den Hörfunk und er spielte Konzerte im In- und Ausland. Als Leiter des Bachchores und des Kammerchores von St. Lorenz unternahm er Konzertreisen in das In- und Ausland. 1973 wurde ihm die Ausrichtung des 48. Bachfestes der Neuen Bachgesellschaft in Nürnberg übertragen.
Harrassowitz war von 1978 bis 2003 Lehrbeauftragter für evangelische Kirchenmusik an der Musikhochschule Würzburg und wurde dort 1981 zum Honorarprofessor ernannt.

## Ehrungen
- 1991: Plakette „Soli Deo Gloria“ des Landesverbandes der Evangelischen Kirchenchöre in Bayern
- 1997: Verdienstkreuz am Bande der Bundesrepublik Deutschland